# 蒂热拉圣莫里斯
蒂热拉圣莫里斯是法国滨海夏朗德省的一个市镇，位于该省东南部，属于容扎克区。该市镇总面积13.77平方公里，2009年时的人口为376人。

## 人口
蒂热拉圣莫里斯（Tugéras-Saint-Maurice）人口变化图示